# Інтенсивність пиловідкладення
Інтенсивність пиловідкладення (рос. интенсивность пылеотложения, англ. dust accumulation intensity; нім. Staubanhäufungintensität f) — швидкість накопичення пилу у гірничих виробках віднесена до об’єму повітря у цій виробці (кг/м3 за добу). Залежить від інтенсивності пилоутворення, характеру і швидкості руху рудникового повітря, вологості рудникової атмосфери та корисної копалини. 
І.п. визначає тривалість, по-перше, періоду накопичення вибухонебезпечної кількості пилу, по-друге, періоду накопичення шару пилу на нагрівних елементах, який є небезпечним з точки зору займання. 
Виходячи з І.п. визначають необхідну частоту осланцювання гірничих виробок.
Методи визначення І.п.: 
- розрахункові (за емпіричними виразами),

- прямі (з визначенням ваги пилу накопиченого за певний період часу та врахуванням об’єму виробки або за середньою концентрацією пилу у повітрі на вході і виході з виробки, з обов’язковим заміром витрат повітря за фіксований період).